# Giovanni Hernández
Giovanni Hernández Soto, mais conhecido como Giovanni Hernández (Cáli, 17 de junho de 1976) é um e ex-futebolista colombiano que atuava como meia. Atualmente, exercendo a função de treinador de futebol.

## Carreira
Hernández também jogou pela seleção colombiana nas Copas Américas de 2001 e 2004, além da Copa Ouro e Confederações de 2003 e de atuações nas Eliminatórias da Copa do Mundo de 2002 e 2006. Foram ao total 46 partidas disputadas pela seleção principal, com destaque para a conquista da Copa América 2001, realizada na Colômbia.

## Títulos
Atlético Junior
- Campeonato Colombiano
  - Torneo Apertura: 2010
  - Torneo Finalización: 2011

Colômbia
- Copa América: 2001

Colo-Colo
- Campeonato Chileno
  - Torneo Apertura: 2007
  - Torneo Clausura: 2007